# Kathrin Lange
Kathrin Lange (* 1969 in Goslar) ist eine deutsche Schriftstellerin und Publizistin; sie schreibt politische Krimis und Jugendbücher und leitet das Literatur Labor Wolfenbüttel, wo sie sich um die Ausbildung des schriftstellerischen Nachwuchses kümmert. Lange schreibt auch unter den Pseudonymen Cathrin Hartmann und Katja Lund.

## Leben
Kathrin Lange wurde 1969 in Goslar geboren und lebt mit ihrer Familie in einem Dorf in Niedersachsen. Nach dem Abitur und einer Ausbildung zur Verlagskauffrau und Buchhändlerin arbeitete sie u. a. als Fachbuchhändlerin für Theologie und leitete eine eigene Firma für DTP-Design. Seit 2009 ist Kathrin Lange freiberufliche Autorin.
Von 2002 bis 2004 gab sie die Autorenzeitschrift Federwelt heraus. Seit 2009 ist sie Dozentin für Kreatives Schreiben an der Bundesakademie für kulturelle Bildung Wolfenbüttel und gibt Creative Writing-Seminare an Schulen. Von 2013 bis 2021 leitete sie das Literatur Labor Wolfenbüttel. Vortragstätigkeit u. a. an der Universität Hildesheim, der Universität Freiburg und der Hochschule für Angewandte Wissenschaft und Kunst in Hildesheim.
2005 und 2006 veröffentlichte sie zwei Romane bei Rowohlt und mehrere Jugendbücher bei der Fischer Schatzinsel. Im Aufbau Taschenbuchverlag erschien von 2008 bis 2012 ihre „Engelmörder“-Trilogie. 2008 wurde ihr historischer Roman Das achte Astrolabium für den Sir Walter Scott-Preis für den besten deutschsprachigen historischen Roman nominiert, 2009 erhielt ihr historischer Jugendroman Das Geheimnis des Astronomen den Jugendliteraturpreis Segeberger Feder. 2018 wurde ihr Jugendbuch Die Fabelmacht-Chroniken. Flammende Zeichen mit dem 1. Sächsischen Buchsommerpreis ausgezeichnet.
Ihre aktuellen politischen Thriller rund um einen Ermittler mit Migrationshintergrund erscheinen bei Blanvalet, ihre Jugendbücher bei Arena. Für den Dryas/Goldfinch Verlag arbeitete sie als Programmleiterin und Lektorin.
Kathrin Lange war Mitglied im Verein zur Förderung des deutschsprachigen historischen Romans (Autorenkreis Historischer Roman Quo Vadis), der sich 2014 auflöste. Aktuell ist sie Mitglied im
P.E.N.-Zentrum Deutschland, bei der "The International Thriller Writers Inc." (ITW) und im Syndikat.

## Werke

### Erwachsenenbücher
Heilerin Katharina Jacob / Engelmörder Buchserie
- Seraphim. Aufbau, Berlin 2008, ISBN 978-3-7466-2456-3.
- Cherubim. Aufbau, Berlin 2010, ISBN 978-3-7466-2597-3.
- Madonna. Aufbau, Berlin 2012, ISBN 978-3-7466-2885-1.

Faris Iskander 
- 40 Stunden. Blanvalet, Berlin 2014, ISBN 978-3-442-38129-6.
  - 40 Stunden, Hörspiel, Länge: 50 Minuten, Bearbeitung und Regie: Sven Stricker, Komponist: Andreas Bick, Produktion: DLR Kultur 2016, Ursendung 29. August 2016.[1]
- Gotteslüge. Thriller. Blanvalet, München 2015, ISBN 978-3-641-14538-5.
- Ohne Ausweg. Thriller. Blanvalet, München 2017, ISBN 978-3-7341-0265-3.

Wissenschaftsjournalistin Nina Falkenberg
- Probe 12. Zusammen mit Susanne Thiele, Lübbe, Köln 2021, ISBN 978-3-7857-2755-3
- Toxin. Thriller. Zusammen mit Susanne Thiele, Lübbe, Köln 2023, ISBN 978-3-7857-2839-0.

Der Inselpolizist / Pellworm-Krimi
Unter dem Pseudonym Katja Lund, zusammen mit Markus Stephan
- Wattenmeermord. Blanvalet, München 2021, ISBN 978-3-7341-0929-4.
- Wattenmeerfeuer. Blanvalet, München 2022, ISBN 978-3-7341-0930-0.
- Wattenmeergrab. Blanvalet, München 2023, ISBN 978-3-7341-1228-7.
- Wattenmeerblut. Blanvalet, München 2024, ISBN 978-3-7341-1229-4.

Weitere Erwachsenenbücher
- Jägerin der Zeit. Kindler, 2005, ISBN 3-463-40475-3.
- Das achte Astrolabium. Kindler, 2006, ISBN 3-463-40496-6.
- Bruderliebe. Zusammen mit Stefanie Heindorf. Dryas, Frankfurt, 2013, ISBN 978-3-940855-37-4.
- Des Mordes schuldig. Dryas, Frankfurt 2014, ISBN 978-3-941408-64-7.
Erster Band der Reihe "Der Kuss der grünen Fee / Kriminelle Absinth-Geschichten", verfasst von verschiedenen Autoren.

     Unter dem Pseudonym Cathrin Hartmann 
- Atlan-Miniserien: Intrawelt, Band 6. Das dritte Gesetz. Heinrich Bauer, Hamburg 2005, ISBN 978-3-845-34772-1.
- Perry Rhodan: Der Posbi-Krieg, Band 3. Friedhof der Raumschiffe. Heyne, München 2006, ISBN 978-3-453-53264-9.
- Elfenzeit: Band 11. Merlins Erwachen. Bertelsmann, München 2009, ISBN 978-3-845-33364-9.

### Jugendbücher
Florenturna-Buchserie
- Florenturna – Die Kinder der Nacht. Fischer, Frankfurt, 2009, ISBN 978-3-596-85323-6.
- Florenturna – Die Kinder des Zwielichts. Fischer, Frankfurt, 2010, ISBN 978-3-10-400966-7.
- Florenturna – Die Kinder der Sonne. Fischer, Frankfurt, 2011, ISBN 978-3-596-85325-0.

Juli & David / Herz-Buchserie
- Herz aus Glas. Arena, Würzburg 2014, ISBN 978-3-401-06978-4.
- Herz in Scherben. Arena, Würzburg 2014, ISBN 978-3-401-60005-5.
- Herz zu Asche. Arena, Würzburg 2015, ISBN 978-3-401-60033-8.

Fabelmacht-Chroniken
- Die Fabelmacht-Chroniken. Flammende Zeichen. Arena, Würzburg 2017, ISBN 978-3-401-60339-1.
- Die Fabelmacht-Chroniken. Brennende Worte. Arena, Würzburg 2018, ISBN 978-3-401-60368-1.
- Die Fabelmacht-Chroniken. Nicolas' Geschichte. Arena, Würzburg 2019, ISBN 978-3-401-84062-8.

Weiter Jugendbücher
- Die verbrannte Handschrift. Fischer, Frankfurt, 2006, ISBN 3-596-85222-6.
- Das graue Volk. Schroedel, Braunschweig, 2007, ISBN 978-3-507-47049-1.
- Das Geheimnis des Astronomen. Fischer, Frankfurt 2008, ISBN 978-3-596-85253-6.
- In den Schatten siehst du mich. Arena, Würzburg, 2012, ISBN 978-3-401-50395-0.
- Schattenflügel. Arena, Würzburg 2012, ISBN 978-3-401-50395-0.
- Septembermädchen. Arena, Würzburg 2013, ISBN 978-3-401-06843-5.
- Wenn die Nebel flüstern, erwacht mein Herz. Arena, Würzburg 2020, ISBN 978-3-401-60524-1.

## Auszeichnungen
- 2008 – Nominierung von Das achte Astrolabium für den Sir Walter Scott-Preis
- 2009 – Segeberger Feder für Das Geheimnis des Astronomen
- 2018 – 1. Sächsischer Buchsommerpreis für Die Fabelmacht-Chroniken. Flammende Zeichen
- 2019 – Wortrandale Literaturpreis Berlin für die Kurzgeschichte Jagdsaison 2023

## Belege
1. ↑  Kriminalhörspiel: Ein Wettlauf gegen die Zeit 40 Stunden, Deutschlandfunk Kultur, abgerufen am 18. Februar 2019.

| Personendaten    | Personendaten                                     |
| ---------------- | ------------------------------------------------- |
| NAME             | Lange, Kathrin                                    |
| ALTERNATIVNAMEN  | Hartmann, Cathrin (Pseudonym)                     |
| KURZBESCHREIBUNG | deutsche Schriftstellerin                         |
| GEBURTSDATUM     | 1969                                              |
| GEBURTSORT       | Goslar, Niedersachsen, Bundesrepublik Deutschland |